# Tour de Langkawi 2023
Tour de Langkawi 2023 var den 27. udgave af det malaysiske landevejscykelløb på Malayahalvøen. Løbet foregik i perioden 23. til 30. september 2023. Løbet var en del af UCI ProSeries 2023 i kategorien 2.Pro.

## Etaperne
| Etape    | Dato     | Start – Mål                    | type          | Afstand (km) | Elevation (m) | Etapevinder     | Førende rytter    |
| -------- | -------- | ------------------------------ | ------------- | ------------ | ------------- | --------------- | ----------------- |
| 1. etape | 23. sep. | Kerteh – Kuala Terengganu      | flad etape    | 187,4        | 1.071 m       | Arvid de Kleijn | Arvid de Kleijn   |
| 2. etape | 24. sep. | Kuala Terengganu – Kota Bharu  | flad etape    | 186,2        | 1.014 m       | Gleb Syritsa    | Arvid de Kleijn   |
| 3. etape | 25. sep. | Jeli – Baling                  | kuperet etape | 183,1        | 3.606 m       | George Jackson  | Enrico Zanoncello |
| 4. etape | 26. sep. | Bukit Mertajam – Meru Raya     | flad etape    | 140,2        | 418 m         | Daniel Babor    | George Jackson    |
| 5. etape | 27. sep. | Slim River – Genting Highlands | bjergetape    | 133,3        | 2.671 m       | Simon Carr      | Simon Carr        |
| 6. etape | 28. sep. | Karak – Melaka                 | flad etape    | 176,6        | 1.396 m       | Arvid de Kleijn | Simon Carr        |
| 7. etape | 29. sep. | Muar – Seremban                | flad etape    | 125,7        | 677 m         | Sasha Weemaes   | Simon Carr        |
| 8. etape | 30. sep. | Setia Alam – Kuala Lumpur      | flad etape    | 156,5        | 651 m         | Gleb Syritsa    | Simon Carr        |

### 1. etape
| Kerteh - Kuala Terengganu | flad etape | (187,4 km) |

| \| Etaperesultat \| Etaperesultat \| Etaperesultat \| Etaperesultat \| Etaperesultat \| \| Rytter \| Rytter \| Hold \| Tid \| \| \| ------------- \| ---------------------------- \| ---------------------------------- \| ------------- \| ------------- \| \| 1. \| Arvid de Kleijn \| Tudor Pro Cycling Team \| 4t 25' 48" \| \| \| 2. \| Sasha Weemaes \| Human Powered Health \| + 0" \| \| \| 3. \| Gleb Syritsa \| Astana Qazaqstan Team \| + 0" \| \| \| 4. \| Mohamad Izzat Abdul Halil \| Malaysia \| + 0" \| \| \| 5. \| Enrico Zanoncello \| Green Project-Bardiani CSF-Faizanè \| + 0" \| \| \| 6. \| Lorenzo Conforti \| Green Project-Bardiani CSF-Faizanè \| + 0" \| \| \| 7. \| Carlos Canal \| Euskaltel-Euskadi \| + 0" \| \| \| 8. \| Tomáš Bárta \| Caja Rural-Seguros RGA \| + 0" \| \| \| 9. \| Mohd Hariff Saleh \| Terengganu Polygon Cycling Team \| + 0" \| \| \| 10. \| Nur Amirul Fakhruddin Mazuki \| Terengganu Polygon Cycling Team \| + 0" \| \| |                              |                                    |            |
| |                              |                                    |            |
| Kilde: ProCyclingStats |                              |                                    |            |
| Etaperesultat |                              |                                    |            |
| Rytter | Rytter                       | Hold                               | Tid        |
| 1. | Arvid de Kleijn              | Tudor Pro Cycling Team             | 4t 25' 48" |
| 2. | Sasha Weemaes                | Human Powered Health               | + 0"       |
| 3. | Gleb Syritsa                 | Astana Qazaqstan Team              | + 0"       |
| 4. | Mohamad Izzat Abdul Halil    | Malaysia                           | + 0"       |
| 5. | Enrico Zanoncello            | Green Project-Bardiani CSF-Faizanè | + 0"       |
| 6. | Lorenzo Conforti             | Green Project-Bardiani CSF-Faizanè | + 0"       |
| 7. | Carlos Canal                 | Euskaltel-Euskadi                  | + 0"       |
| 8. | Tomáš Bárta                  | Caja Rural-Seguros RGA             | + 0"       |
| 9. | Mohd Hariff Saleh            | Terengganu Polygon Cycling Team    | + 0"       |
| 10. | Nur Amirul Fakhruddin Mazuki | Terengganu Polygon Cycling Team    | + 0"       |

| \| Samlede stilling \| Samlede stilling \| Samlede stilling \| Samlede stilling \| Samlede stilling \| \| Rytter \| Rytter \| Hold \| Tid \| \| \| ---------------- \| --------------------- \| --------------------------------- \| ---------------- \| ---------------- \| \| 1. \| Arvid de Kleijn \| Tudor Pro Cycling Team \| 4t 25' 38" \| \| \| 2. \| Sasha Weemaes \| Human Powered Health \| + 4" \| \| \| 3. \| Tegshbayar Batsaikhan \| Roojai Online Insurance \| + 4" \| \| \| 4. \| Gleb Syritsa \| Astana Qazaqstan Team \| + 6" \| \| \| 5. \| Sarawut Sirironnachai \| Thailand Continental Cycling Team \| + 7" \| \| \| 6. \| Tomáš Bárta \| Caja Rural-Seguros RGA \| + 8" \| \| \| 7. \| Pablo Castrillo \| Equipo Kern Pharma \| + 8" \| \| \| 8. \| Simon Carr \| EF Education-EasyPost \| + 8" \| \| \| 9. \| Michael Valgren \| EF Education-EasyPost \| + 9" \| \| \| 10. \| Joan Bou \| Euskaltel-Euskadi \| + 9" \| \| |                       |                                   |            |
| |                       |                                   |            |
| Kilde: ProCyclingStats |                       |                                   |            |
| Samlede stilling |                       |                                   |            |
| Rytter | Rytter                | Hold                              | Tid        |
| 1. | Arvid de Kleijn       | Tudor Pro Cycling Team            | 4t 25' 38" |
| 2. | Sasha Weemaes         | Human Powered Health              | + 4"       |
| 3. | Tegshbayar Batsaikhan | Roojai Online Insurance           | + 4"       |
| 4. | Gleb Syritsa          | Astana Qazaqstan Team             | + 6"       |
| 5. | Sarawut Sirironnachai | Thailand Continental Cycling Team | + 7"       |
| 6. | Tomáš Bárta           | Caja Rural-Seguros RGA            | + 8"       |
| 7. | Pablo Castrillo       | Equipo Kern Pharma                | + 8"       |
| 8. | Simon Carr            | EF Education-EasyPost             | + 8"       |
| 9. | Michael Valgren       | EF Education-EasyPost             | + 9"       |
| 10. | Joan Bou              | Euskaltel-Euskadi                 | + 9"       |

### 2. etape
| Kuala Terengganu - Kota Bharu | flad etape | (186,2 km) |

| \| Etaperesultat \| Etaperesultat \| Etaperesultat \| Etaperesultat \| Etaperesultat \| \| Rytter \| Rytter \| Hold \| Tid \| \| \| ------------- \| ----------------- \| ---------------------------------- \| ------------- \| ------------- \| \| 1. \| Gleb Syritsa \| Astana Qazaqstan Team \| 4t 15' 14" \| \| \| 2. \| Arvid de Kleijn \| Tudor Pro Cycling Team \| + 0" \| \| \| 3. \| Enrico Zanoncello \| Green Project-Bardiani CSF-Faizanè \| + 0" \| \| \| 4. \| Daniel Babor \| Caja Rural-Seguros RGA \| + 0" \| \| \| 5. \| Davide Gabburo \| Green Project-Bardiani CSF-Faizanè \| + 0" \| \| \| 6. \| Lorenzo Conforti \| Green Project-Bardiani CSF-Faizanè \| + 0" \| \| \| 7. \| Raymond Kreder \| JCLTeam Ukyo \| + 0" \| \| \| 8. \| Riku Onaka \| JCLTeam Ukyo \| + 0" \| \| \| 9. \| Maikel Zijlaard \| Tudor Pro Cycling Team \| + 0" \| \| \| 10. \| Alessandro Iacchi \| Team Corratec-Selle Italia \| + 0" \| \| |                   |                                    |            |
| |                   |                                    |            |
| Kilde: ProCyclingStats |                   |                                    |            |
| Etaperesultat |                   |                                    |            |
| Rytter | Rytter            | Hold                               | Tid        |
| 1. | Gleb Syritsa      | Astana Qazaqstan Team              | 4t 15' 14" |
| 2. | Arvid de Kleijn   | Tudor Pro Cycling Team             | + 0"       |
| 3. | Enrico Zanoncello | Green Project-Bardiani CSF-Faizanè | + 0"       |
| 4. | Daniel Babor      | Caja Rural-Seguros RGA             | + 0"       |
| 5. | Davide Gabburo    | Green Project-Bardiani CSF-Faizanè | + 0"       |
| 6. | Lorenzo Conforti  | Green Project-Bardiani CSF-Faizanè | + 0"       |
| 7. | Raymond Kreder    | JCLTeam Ukyo                       | + 0"       |
| 8. | Riku Onaka        | JCLTeam Ukyo                       | + 0"       |
| 9. | Maikel Zijlaard   | Tudor Pro Cycling Team             | + 0"       |
| 10. | Alessandro Iacchi | Team Corratec-Selle Italia         | + 0"       |

| \| Samlede stilling \| Samlede stilling \| Samlede stilling \| Samlede stilling \| Samlede stilling \| \| Rytter \| Rytter \| Hold \| Tid \| \| \| ---------------- \| --------------------- \| ---------------------------------- \| ---------------- \| ---------------- \| \| 1. \| Arvid de Kleijn \| Tudor Pro Cycling Team \| 8t 40' 46" \| \| \| 2. \| Gleb Syritsa \| Astana Qazaqstan Team \| + 2" \| \| \| 3. \| Sasha Weemaes \| Human Powered Health \| + 10" \| \| \| 4. \| Tegshbayar Batsaikhan \| Roojai Online Insurance \| + 10" \| \| \| 5. \| Simon Carr \| EF Education-EasyPost \| + 12" \| \| \| 6. \| Enrico Zanoncello \| Green Project-Bardiani CSF-Faizanè \| + 12" \| \| \| 7. \| Tomáš Bárta \| Caja Rural-Seguros RGA \| + 13" \| \| \| 8. \| Sarawut Sirironnachai \| Thailand Continental Cycling Team \| + 13" \| \| \| 9. \| Jon Agirre \| Equipo Kern Pharma \| + 13" \| \| \| 10. \| Thomas Scully \| EF Education-EasyPost \| + 13" \| \| |                       |                                    |            |
| |                       |                                    |            |
| Kilde: ProCyclingStats |                       |                                    |            |
| Samlede stilling |                       |                                    |            |
| Rytter | Rytter                | Hold                               | Tid        |
| 1. | Arvid de Kleijn       | Tudor Pro Cycling Team             | 8t 40' 46" |
| 2. | Gleb Syritsa          | Astana Qazaqstan Team              | + 2"       |
| 3. | Sasha Weemaes         | Human Powered Health               | + 10"      |
| 4. | Tegshbayar Batsaikhan | Roojai Online Insurance            | + 10"      |
| 5. | Simon Carr            | EF Education-EasyPost              | + 12"      |
| 6. | Enrico Zanoncello     | Green Project-Bardiani CSF-Faizanè | + 12"      |
| 7. | Tomáš Bárta           | Caja Rural-Seguros RGA             | + 13"      |
| 8. | Sarawut Sirironnachai | Thailand Continental Cycling Team  | + 13"      |
| 9. | Jon Agirre            | Equipo Kern Pharma                 | + 13"      |
| 10. | Thomas Scully         | EF Education-EasyPost              | + 13"      |

### 3. etape
| Jeli - Baling | kuperet etape | (183,1 km) |

| \| Etaperesultat \| Etaperesultat \| Etaperesultat \| Etaperesultat \| Etaperesultat \| \| Rytter \| Rytter \| Hold \| Tid \| \| \| ------------- \| --------------------- \| --------------------------------------- \| ------------- \| ------------- \| \| 1. \| George Jackson \| Bolton Equities Black Spoke Pro Cycling \| 4t 14' 13" \| \| \| 2. \| Enrico Zanoncello \| Green Project-Bardiani CSF-Faizanè \| + 0" \| \| \| 3. \| Carlos Canal \| Euskaltel-Euskadi \| + 0" \| \| \| 4. \| Gijs Van Hoecke \| Human Powered Health \| + 0" \| \| \| 5. \| Jeroen Meijers \| Terengganu Polygon Cycling Team \| + 0" \| \| \| 6. \| Nur Aiman Rosli \| Malaysia \| + 0" \| \| \| 7. \| Jambaljamts Sainbayar \| Terengganu Polygon Cycling Team \| + 0" \| \| \| 8. \| Lorenzo Conforti \| Green Project-Bardiani CSF-Faizanè \| + 0" \| \| \| 9. \| Alexander Konysjev \| Team Corratec-Selle Italia \| + 0" \| \| \| 10. \| Gorka Sorarrain \| Caja Rural-Seguros RGA \| + 0" \| \| |                       |                                         |            |
| |                       |                                         |            |
| Kilde: ProCyclingStats |                       |                                         |            |
| Etaperesultat |                       |                                         |            |
| Rytter | Rytter                | Hold                                    | Tid        |
| 1. | George Jackson        | Bolton Equities Black Spoke Pro Cycling | 4t 14' 13" |
| 2. | Enrico Zanoncello     | Green Project-Bardiani CSF-Faizanè      | + 0"       |
| 3. | Carlos Canal          | Euskaltel-Euskadi                       | + 0"       |
| 4. | Gijs Van Hoecke       | Human Powered Health                    | + 0"       |
| 5. | Jeroen Meijers        | Terengganu Polygon Cycling Team         | + 0"       |
| 6. | Nur Aiman Rosli       | Malaysia                                | + 0"       |
| 7. | Jambaljamts Sainbayar | Terengganu Polygon Cycling Team         | + 0"       |
| 8. | Lorenzo Conforti      | Green Project-Bardiani CSF-Faizanè      | + 0"       |
| 9. | Alexander Konysjev    | Team Corratec-Selle Italia              | + 0"       |
| 10. | Gorka Sorarrain       | Caja Rural-Seguros RGA                  | + 0"       |

| \| Samlede stilling \| Samlede stilling \| Samlede stilling \| Samlede stilling \| Samlede stilling \| \| Rytter \| Rytter \| Hold \| Tid \| \| \| ---------------- \| ----------------- \| --------------------------------------- \| ---------------- \| ---------------- \| \| 1. \| Enrico Zanoncello \| Green Project-Bardiani CSF-Faizanè \| 12t 55' 05" \| \| \| 2. \| George Jackson \| Bolton Equities Black Spoke Pro Cycling \| + 0" \| \| \| 3. \| Simon Carr \| EF Education-EasyPost \| + 4" \| \| \| 4. \| Carlos Canal \| Euskaltel-Euskadi \| + 6" \| \| \| 5. \| Joan Bou \| Euskaltel-Euskadi \| + 6" \| \| \| 6. \| Jon Agirre \| Equipo Kern Pharma \| + 7" \| \| \| 7. \| Thomas Scully \| EF Education-EasyPost \| + 7" \| \| \| 8. \| Pablo Castrillo \| Equipo Kern Pharma \| + 8" \| \| \| 9. \| Logan Currie \| Bolton Equities Black Spoke Pro Cycling \| + 8" \| \| \| 10. \| Jokin Murguialday \| Caja Rural-Seguros RGA \| + 8" \| \| |                   |                                         |             |
| |                   |                                         |             |
| Kilde: ProCyclingStats |                   |                                         |             |
| Samlede stilling |                   |                                         |             |
| Rytter | Rytter            | Hold                                    | Tid         |
| 1. | Enrico Zanoncello | Green Project-Bardiani CSF-Faizanè      | 12t 55' 05" |
| 2. | George Jackson    | Bolton Equities Black Spoke Pro Cycling | + 0"        |
| 3. | Simon Carr        | EF Education-EasyPost                   | + 4"        |
| 4. | Carlos Canal      | Euskaltel-Euskadi                       | + 6"        |
| 5. | Joan Bou          | Euskaltel-Euskadi                       | + 6"        |
| 6. | Jon Agirre        | Equipo Kern Pharma                      | + 7"        |
| 7. | Thomas Scully     | EF Education-EasyPost                   | + 7"        |
| 8. | Pablo Castrillo   | Equipo Kern Pharma                      | + 8"        |
| 9. | Logan Currie      | Bolton Equities Black Spoke Pro Cycling | + 8"        |
| 10. | Jokin Murguialday | Caja Rural-Seguros RGA                  | + 8"        |

### 4. etape
| Bukit Mertajam - Meru Raya | flad etape | (140,2 km) |

| \| Etaperesultat \| Etaperesultat \| Etaperesultat \| Etaperesultat \| Etaperesultat \| \| Rytter \| Rytter \| Hold \| Tid \| \| \| ------------- \| ----------------- \| --------------------------------------- \| ------------- \| ------------- \| \| 1. \| Daniel Babor \| Caja Rural-Seguros RGA \| 3t 06' 05" \| \| \| 2. \| George Jackson \| Bolton Equities Black Spoke Pro Cycling \| + 0" \| \| \| 3. \| Sasha Weemaes \| Human Powered Health \| + 0" \| \| \| 4. \| Carlos Canal \| Euskaltel-Euskadi \| + 0" \| \| \| 5. \| Lorenzo Conforti \| Green Project-Bardiani CSF-Faizanè \| + 0" \| \| \| 6. \| Attilio Viviani \| Team Corratec-Selle Italia \| + 0" \| \| \| 7. \| Māris Bogdanovičs \| Hengxiang Cycling Team \| + 0" \| \| \| 8. \| Arvid de Kleijn \| Tudor Pro Cycling Team \| + 0" \| \| \| 9. \| Enrico Zanoncello \| Green Project-Bardiani CSF-Faizanè \| + 0" \| \| \| 10. \| Gleb Syritsa \| Astana Qazaqstan Team \| + 0" \| \| |                   |                                         |            |
| |                   |                                         |            |
| Kilde: ProCyclingStats |                   |                                         |            |
| Etaperesultat |                   |                                         |            |
| Rytter | Rytter            | Hold                                    | Tid        |
| 1. | Daniel Babor      | Caja Rural-Seguros RGA                  | 3t 06' 05" |
| 2. | George Jackson    | Bolton Equities Black Spoke Pro Cycling | + 0"       |
| 3. | Sasha Weemaes     | Human Powered Health                    | + 0"       |
| 4. | Carlos Canal      | Euskaltel-Euskadi                       | + 0"       |
| 5. | Lorenzo Conforti  | Green Project-Bardiani CSF-Faizanè      | + 0"       |
| 6. | Attilio Viviani   | Team Corratec-Selle Italia              | + 0"       |
| 7. | Māris Bogdanovičs | Hengxiang Cycling Team                  | + 0"       |
| 8. | Arvid de Kleijn   | Tudor Pro Cycling Team                  | + 0"       |
| 9. | Enrico Zanoncello | Green Project-Bardiani CSF-Faizanè      | + 0"       |
| 10. | Gleb Syritsa      | Astana Qazaqstan Team                   | + 0"       |

| \| Samlede stilling \| Samlede stilling \| Samlede stilling \| Samlede stilling \| Samlede stilling \| \| Rytter \| Rytter \| Hold \| Tid \| \| \| ---------------- \| ------------------ \| --------------------------------------- \| ---------------- \| ---------------- \| \| 1. \| George Jackson \| Bolton Equities Black Spoke Pro Cycling \| 16t 01' 04" \| \| \| 2. \| Enrico Zanoncello \| Green Project-Bardiani CSF-Faizanè \| + 6" \| \| \| 3. \| Simon Carr \| EF Education-EasyPost \| + 10" \| \| \| 4. \| Carlos Canal \| Euskaltel-Euskadi \| + 12" \| \| \| 5. \| Ratchanon Yaowarat \| Thailand Continental Cycling Team \| + 12" \| \| \| 6. \| Joan Bou \| Euskaltel-Euskadi \| + 12" \| \| \| 7. \| Jon Agirre \| Equipo Kern Pharma \| + 13" \| \| \| 8. \| Thomas Scully \| EF Education-EasyPost \| + 13" \| \| \| 9. \| Pablo Castrillo \| Equipo Kern Pharma \| + 14" \| \| \| 10. \| Logan Currie \| Bolton Equities Black Spoke Pro Cycling \| + 14" \| \| |                    |                                         |             |
| |                    |                                         |             |
| Kilde: ProCyclingStats |                    |                                         |             |
| Samlede stilling |                    |                                         |             |
| Rytter | Rytter             | Hold                                    | Tid         |
| 1. | George Jackson     | Bolton Equities Black Spoke Pro Cycling | 16t 01' 04" |
| 2. | Enrico Zanoncello  | Green Project-Bardiani CSF-Faizanè      | + 6"        |
| 3. | Simon Carr         | EF Education-EasyPost                   | + 10"       |
| 4. | Carlos Canal       | Euskaltel-Euskadi                       | + 12"       |
| 5. | Ratchanon Yaowarat | Thailand Continental Cycling Team       | + 12"       |
| 6. | Joan Bou           | Euskaltel-Euskadi                       | + 12"       |
| 7. | Jon Agirre         | Equipo Kern Pharma                      | + 13"       |
| 8. | Thomas Scully      | EF Education-EasyPost                   | + 13"       |
| 9. | Pablo Castrillo    | Equipo Kern Pharma                      | + 14"       |
| 10. | Logan Currie       | Bolton Equities Black Spoke Pro Cycling | + 14"       |

### 5. etape
| Slim River - Genting Highlands | bjergetape | (133,3 km) |

| \| Etaperesultat \| Etaperesultat \| Etaperesultat \| Etaperesultat \| Etaperesultat \| \| Rytter \| Rytter \| Hold \| Tid \| \| \| ------------- \| -------------------------- \| ----------------------- \| ------------- \| ------------- \| \| 1. \| Simon Carr \| EF Education-EasyPost \| 3t 24' 06" \| \| \| 2. \| Jefferson Alexander Cepeda \| EF Education-EasyPost \| + 39" \| \| \| 3. \| Pablo Castrillo \| Equipo Kern Pharma \| + 48" \| \| \| 4. \| Joan Bou \| Euskaltel-Euskadi \| + 55" \| \| \| 5. \| Vadim Pronskij \| Astana Qazaqstan Team \| + 59" \| \| \| 6. \| Paul Double \| Human Powered Health \| + 1' 13" \| \| \| 7. \| Adne van Engelen \| Roojai Online Insurance \| + 1' 18" \| \| \| 8. \| Jokin Murguialday \| Caja Rural-Seguros RGA \| + 1' 26" \| \| \| 9. \| Jon Agirre \| Equipo Kern Pharma \| + 1' 26" \| \| \| 10. \| Harold Martín López \| Astana Qazaqstan Team \| + 1' 47" \| \| |                            |                         |            |
| |                            |                         |            |
| Kilde: ProCyclingStats |                            |                         |            |
| Etaperesultat |                            |                         |            |
| Rytter | Rytter                     | Hold                    | Tid        |
| 1. | Simon Carr                 | EF Education-EasyPost   | 3t 24' 06" |
| 2. | Jefferson Alexander Cepeda | EF Education-EasyPost   | + 39"      |
| 3. | Pablo Castrillo            | Equipo Kern Pharma      | + 48"      |
| 4. | Joan Bou                   | Euskaltel-Euskadi       | + 55"      |
| 5. | Vadim Pronskij             | Astana Qazaqstan Team   | + 59"      |
| 6. | Paul Double                | Human Powered Health    | + 1' 13"   |
| 7. | Adne van Engelen           | Roojai Online Insurance | + 1' 18"   |
| 8. | Jokin Murguialday          | Caja Rural-Seguros RGA  | + 1' 26"   |
| 9. | Jon Agirre                 | Equipo Kern Pharma      | + 1' 26"   |
| 10. | Harold Martín López        | Astana Qazaqstan Team   | + 1' 47"   |

| \| Samlede stilling \| Samlede stilling \| Samlede stilling \| Samlede stilling \| Samlede stilling \| \| Rytter \| Rytter \| Hold \| Tid \| \| \| ---------------- \| -------------------------- \| ----------------------- \| ---------------- \| ---------------- \| \| 1. \| Simon Carr \| EF Education-EasyPost \| 19t 25' 10" \| \| \| 2. \| Jefferson Alexander Cepeda \| EF Education-EasyPost \| + 49" \| \| \| 3. \| Pablo Castrillo \| Equipo Kern Pharma \| + 58" \| \| \| 4. \| Joan Bou \| Euskaltel-Euskadi \| + 1' 07" \| \| \| 5. \| Vadim Pronskij \| Astana Qazaqstan Team \| + 1' 15" \| \| \| 6. \| Paul Double \| Human Powered Health \| + 1' 29" \| \| \| 7. \| Adne van Engelen \| Roojai Online Insurance \| + 1' 34" \| \| \| 8. \| Jon Agirre \| Equipo Kern Pharma \| + 1' 39" \| \| \| 9. \| Jokin Murguialday \| Caja Rural-Seguros RGA \| + 1' 40" \| \| \| 10. \| Harold Martín López \| Astana Qazaqstan Team \| + 2' 03" \| \| |                            |                         |             |
| |                            |                         |             |
| Kilde: ProCyclingStats |                            |                         |             |
| Samlede stilling |                            |                         |             |
| Rytter | Rytter                     | Hold                    | Tid         |
| 1. | Simon Carr                 | EF Education-EasyPost   | 19t 25' 10" |
| 2. | Jefferson Alexander Cepeda | EF Education-EasyPost   | + 49"       |
| 3. | Pablo Castrillo            | Equipo Kern Pharma      | + 58"       |
| 4. | Joan Bou                   | Euskaltel-Euskadi       | + 1' 07"    |
| 5. | Vadim Pronskij             | Astana Qazaqstan Team   | + 1' 15"    |
| 6. | Paul Double                | Human Powered Health    | + 1' 29"    |
| 7. | Adne van Engelen           | Roojai Online Insurance | + 1' 34"    |
| 8. | Jon Agirre                 | Equipo Kern Pharma      | + 1' 39"    |
| 9. | Jokin Murguialday          | Caja Rural-Seguros RGA  | + 1' 40"    |
| 10. | Harold Martín López        | Astana Qazaqstan Team   | + 2' 03"    |

### 6. etape
| Karak - Melaka | flad etape | (176,6 km) |

| \| Etaperesultat \| Etaperesultat \| Etaperesultat \| Etaperesultat \| Etaperesultat \| \| Rytter \| Rytter \| Hold \| Tid \| \| \| ------------- \| ------------------ \| --------------------------------------- \| ------------- \| ------------- \| \| 1. \| Arvid de Kleijn \| Tudor Pro Cycling Team \| 4t 08' 19" \| \| \| 2. \| Sasha Weemaes \| Human Powered Health \| + 0" \| \| \| 3. \| Gleb Syritsa \| Astana Qazaqstan Team \| + 0" \| \| \| 4. \| Enrico Zanoncello \| Green Project-Bardiani CSF-Faizanè \| + 0" \| \| \| 5. \| Daniel Babor \| Caja Rural-Seguros RGA \| + 0" \| \| \| 6. \| Gijs Van Hoecke \| Human Powered Health \| + 0" \| \| \| 7. \| Alexander Konysjev \| Team Corratec-Selle Italia \| + 0" \| \| \| 8. \| Matthew Bostock \| Bolton Equities Black Spoke Pro Cycling \| + 0" \| \| \| 9. \| Carlos Canal \| Euskaltel-Euskadi \| + 0" \| \| \| 10. \| Attilio Viviani \| Team Corratec-Selle Italia \| + 0" \| \| |                    |                                         |            |
| |                    |                                         |            |
| Kilde: ProCyclingStats |                    |                                         |            |
| Etaperesultat |                    |                                         |            |
| Rytter | Rytter             | Hold                                    | Tid        |
| 1. | Arvid de Kleijn    | Tudor Pro Cycling Team                  | 4t 08' 19" |
| 2. | Sasha Weemaes      | Human Powered Health                    | + 0"       |
| 3. | Gleb Syritsa       | Astana Qazaqstan Team                   | + 0"       |
| 4. | Enrico Zanoncello  | Green Project-Bardiani CSF-Faizanè      | + 0"       |
| 5. | Daniel Babor       | Caja Rural-Seguros RGA                  | + 0"       |
| 6. | Gijs Van Hoecke    | Human Powered Health                    | + 0"       |
| 7. | Alexander Konysjev | Team Corratec-Selle Italia              | + 0"       |
| 8. | Matthew Bostock    | Bolton Equities Black Spoke Pro Cycling | + 0"       |
| 9. | Carlos Canal       | Euskaltel-Euskadi                       | + 0"       |
| 10. | Attilio Viviani    | Team Corratec-Selle Italia              | + 0"       |

| \| Samlede stilling \| Samlede stilling \| Samlede stilling \| Samlede stilling \| Samlede stilling \| \| Rytter \| Rytter \| Hold \| Tid \| \| \| ---------------- \| -------------------------- \| ----------------------- \| ---------------- \| ---------------- \| \| 1. \| Simon Carr \| EF Education-EasyPost \| 23t 33' 29" \| \| \| 2. \| Jefferson Alexander Cepeda \| EF Education-EasyPost \| + 49" \| \| \| 3. \| Pablo Castrillo \| Equipo Kern Pharma \| + 58" \| \| \| 4. \| Joan Bou \| Euskaltel-Euskadi \| + 1' 07" \| \| \| 5. \| Vadim Pronskij \| Astana Qazaqstan Team \| + 1' 15" \| \| \| 6. \| Paul Double \| Human Powered Health \| + 1' 29" \| \| \| 7. \| Adne van Engelen \| Roojai Online Insurance \| + 1' 34" \| \| \| 8. \| Jon Agirre \| Equipo Kern Pharma \| + 1' 39" \| \| \| 9. \| Jokin Murguialday \| Caja Rural-Seguros RGA \| + 1' 40" \| \| \| 10. \| Harold Martín López \| Astana Qazaqstan Team \| + 2' 03" \| \| |                            |                         |             |
| |                            |                         |             |
| Kilde: ProCyclingStats |                            |                         |             |
| Samlede stilling |                            |                         |             |
| Rytter | Rytter                     | Hold                    | Tid         |
| 1. | Simon Carr                 | EF Education-EasyPost   | 23t 33' 29" |
| 2. | Jefferson Alexander Cepeda | EF Education-EasyPost   | + 49"       |
| 3. | Pablo Castrillo            | Equipo Kern Pharma      | + 58"       |
| 4. | Joan Bou                   | Euskaltel-Euskadi       | + 1' 07"    |
| 5. | Vadim Pronskij             | Astana Qazaqstan Team   | + 1' 15"    |
| 6. | Paul Double                | Human Powered Health    | + 1' 29"    |
| 7. | Adne van Engelen           | Roojai Online Insurance | + 1' 34"    |
| 8. | Jon Agirre                 | Equipo Kern Pharma      | + 1' 39"    |
| 9. | Jokin Murguialday          | Caja Rural-Seguros RGA  | + 1' 40"    |
| 10. | Harold Martín López        | Astana Qazaqstan Team   | + 2' 03"    |

### 7. etape
| Muar - Seremban | flad etape | (125,7 km) |

| \| Etaperesultat \| Etaperesultat \| Etaperesultat \| Etaperesultat \| Etaperesultat \| \| Rytter \| Rytter \| Hold \| Tid \| \| \| ------------- \| ----------------- \| --------------------------------------- \| ------------- \| ------------- \| \| 1. \| Sasha Weemaes \| Human Powered Health \| 2t 31' 45" \| \| \| 2. \| Arvid de Kleijn \| Tudor Pro Cycling Team \| + 0" \| \| \| 3. \| Gleb Syritsa \| Astana Qazaqstan Team \| + 0" \| \| \| 4. \| Matthew Bostock \| Bolton Equities Black Spoke Pro Cycling \| + 0" \| \| \| 5. \| Attilio Viviani \| Team Corratec-Selle Italia \| + 0" \| \| \| 6. \| Raymond Kreder \| JCLTeam Ukyo \| + 0" \| \| \| 7. \| Youcef Reguigui \| Terengganu Polygon Cycling Team \| + 0" \| \| \| 8. \| Enrico Zanoncello \| Green Project-Bardiani CSF-Faizanè \| + 0" \| \| \| 9. \| Maikel Zijlaard \| Tudor Pro Cycling Team \| + 0" \| \| \| 10. \| Māris Bogdanovičs \| Hengxiang Cycling Team \| + 0" \| \| |                   |                                         |            |
| |                   |                                         |            |
| Kilde: ProCyclingStats |                   |                                         |            |
| Etaperesultat |                   |                                         |            |
| Rytter | Rytter            | Hold                                    | Tid        |
| 1. | Sasha Weemaes     | Human Powered Health                    | 2t 31' 45" |
| 2. | Arvid de Kleijn   | Tudor Pro Cycling Team                  | + 0"       |
| 3. | Gleb Syritsa      | Astana Qazaqstan Team                   | + 0"       |
| 4. | Matthew Bostock   | Bolton Equities Black Spoke Pro Cycling | + 0"       |
| 5. | Attilio Viviani   | Team Corratec-Selle Italia              | + 0"       |
| 6. | Raymond Kreder    | JCLTeam Ukyo                            | + 0"       |
| 7. | Youcef Reguigui   | Terengganu Polygon Cycling Team         | + 0"       |
| 8. | Enrico Zanoncello | Green Project-Bardiani CSF-Faizanè      | + 0"       |
| 9. | Maikel Zijlaard   | Tudor Pro Cycling Team                  | + 0"       |
| 10. | Māris Bogdanovičs | Hengxiang Cycling Team                  | + 0"       |

| \| Samlede stilling \| Samlede stilling \| Samlede stilling \| Samlede stilling \| Samlede stilling \| \| Rytter \| Rytter \| Hold \| Tid \| \| \| ---------------- \| -------------------------- \| ----------------------- \| ---------------- \| ---------------- \| \| 1. \| Simon Carr \| EF Education-EasyPost \| 26t 05' 14" \| \| \| 2. \| Jefferson Alexander Cepeda \| EF Education-EasyPost \| + 49" \| \| \| 3. \| Pablo Castrillo \| Equipo Kern Pharma \| + 58" \| \| \| 4. \| Joan Bou \| Euskaltel-Euskadi \| + 1' 07" \| \| \| 5. \| Vadim Pronskij \| Astana Qazaqstan Team \| + 1' 15" \| \| \| 6. \| Paul Double \| Human Powered Health \| + 1' 29" \| \| \| 7. \| Adne van Engelen \| Roojai Online Insurance \| + 1' 34" \| \| \| 8. \| Jon Agirre \| Equipo Kern Pharma \| + 1' 39" \| \| \| 9. \| Jokin Murguialday \| Caja Rural-Seguros RGA \| + 1' 40" \| \| \| 10. \| Harold Martín López \| Astana Qazaqstan Team \| + 2' 03" \| \| |                            |                         |             |
| |                            |                         |             |
| Kilde: ProCyclingStats |                            |                         |             |
| Samlede stilling |                            |                         |             |
| Rytter | Rytter                     | Hold                    | Tid         |
| 1. | Simon Carr                 | EF Education-EasyPost   | 26t 05' 14" |
| 2. | Jefferson Alexander Cepeda | EF Education-EasyPost   | + 49"       |
| 3. | Pablo Castrillo            | Equipo Kern Pharma      | + 58"       |
| 4. | Joan Bou                   | Euskaltel-Euskadi       | + 1' 07"    |
| 5. | Vadim Pronskij             | Astana Qazaqstan Team   | + 1' 15"    |
| 6. | Paul Double                | Human Powered Health    | + 1' 29"    |
| 7. | Adne van Engelen           | Roojai Online Insurance | + 1' 34"    |
| 8. | Jon Agirre                 | Equipo Kern Pharma      | + 1' 39"    |
| 9. | Jokin Murguialday          | Caja Rural-Seguros RGA  | + 1' 40"    |
| 10. | Harold Martín López        | Astana Qazaqstan Team   | + 2' 03"    |

### 8. etape
| Setia Alam - Kuala Lumpur | flad etape | (156,5 km) |

| \| Etaperesultat \| Etaperesultat \| Etaperesultat \| Etaperesultat \| Etaperesultat \| \| Rytter \| Rytter \| Hold \| Tid \| \| \| ------------- \| ------------------------- \| --------------------------------------- \| ------------- \| ------------- \| \| 1. \| Gleb Syritsa \| Astana Qazaqstan Team \| 3t 12' 27" \| \| \| 2. \| Daniel Babor \| Caja Rural-Seguros RGA \| + 0" \| \| \| 3. \| Arvid de Kleijn \| Tudor Pro Cycling Team \| + 0" \| \| \| 4. \| Sasha Weemaes \| Human Powered Health \| + 0" \| \| \| 5. \| Mohamad Izzat Abdul Halil \| Malaysia \| + 0" \| \| \| 6. \| George Jackson \| Bolton Equities Black Spoke Pro Cycling \| + 0" \| \| \| 7. \| Enrico Zanoncello \| Green Project-Bardiani CSF-Faizanè \| + 0" \| \| \| 8. \| Attilio Viviani \| Team Corratec-Selle Italia \| + 0" \| \| \| 9. \| Sarawut Sirironnachai \| Thailand Continental Cycling Team \| + 0" \| \| \| 10. \| Raymond Kreder \| JCLTeam Ukyo \| + 0" \| \| |                           |                                         |            |
| |                           |                                         |            |
| Kilde: ProCyclingStats |                           |                                         |            |
| Etaperesultat |                           |                                         |            |
| Rytter | Rytter                    | Hold                                    | Tid        |
| 1. | Gleb Syritsa              | Astana Qazaqstan Team                   | 3t 12' 27" |
| 2. | Daniel Babor              | Caja Rural-Seguros RGA                  | + 0"       |
| 3. | Arvid de Kleijn           | Tudor Pro Cycling Team                  | + 0"       |
| 4. | Sasha Weemaes             | Human Powered Health                    | + 0"       |
| 5. | Mohamad Izzat Abdul Halil | Malaysia                                | + 0"       |
| 6. | George Jackson            | Bolton Equities Black Spoke Pro Cycling | + 0"       |
| 7. | Enrico Zanoncello         | Green Project-Bardiani CSF-Faizanè      | + 0"       |
| 8. | Attilio Viviani           | Team Corratec-Selle Italia              | + 0"       |
| 9. | Sarawut Sirironnachai     | Thailand Continental Cycling Team       | + 0"       |
| 10. | Raymond Kreder            | JCLTeam Ukyo                            | + 0"       |

## Resultater
| \| Samlede stilling \| Samlede stilling \| Samlede stilling \| Samlede stilling \| Samlede stilling \| \| Rytter \| Rytter \| Hold \| Tid \| \| \| ---------------- \| -------------------------- \| ----------------------- \| ---------------- \| ---------------- \| \| 1. \| Simon Carr \| EF Education-EasyPost \| 29t 17' 41" \| \| \| 2. \| Jefferson Alexander Cepeda \| EF Education-EasyPost \| + 49" \| \| \| 3. \| Pablo Castrillo \| Equipo Kern Pharma \| + 58" \| \| \| 4. \| Joan Bou \| Euskaltel-Euskadi \| + 1' 07" \| \| \| 5. \| Vadim Pronskij \| Astana Qazaqstan Team \| + 1' 15" \| \| \| 6. \| Paul Double \| Human Powered Health \| + 1' 29" \| \| \| 7. \| Adne van Engelen \| Roojai Online Insurance \| + 1' 34" \| \| \| 8. \| Jon Agirre \| Equipo Kern Pharma \| + 1' 39" \| \| \| 9. \| Jokin Murguialday \| Caja Rural-Seguros RGA \| + 1' 40" \| \| \| 10. \| Harold Martín López \| Astana Qazaqstan Team \| + 2' 03" \| \| |                            |                         |             |
| |                            |                         |             |
| Kilde: ProCyclingStats |                            |                         |             |
| Samlede stilling |                            |                         |             |
| Rytter | Rytter                     | Hold                    | Tid         |
| 1. | Simon Carr                 | EF Education-EasyPost   | 29t 17' 41" |
| 2. | Jefferson Alexander Cepeda | EF Education-EasyPost   | + 49"       |
| 3. | Pablo Castrillo            | Equipo Kern Pharma      | + 58"       |
| 4. | Joan Bou                   | Euskaltel-Euskadi       | + 1' 07"    |
| 5. | Vadim Pronskij             | Astana Qazaqstan Team   | + 1' 15"    |
| 6. | Paul Double                | Human Powered Health    | + 1' 29"    |
| 7. | Adne van Engelen           | Roojai Online Insurance | + 1' 34"    |
| 8. | Jon Agirre                 | Equipo Kern Pharma      | + 1' 39"    |
| 9. | Jokin Murguialday          | Caja Rural-Seguros RGA  | + 1' 40"    |
| 10. | Harold Martín López        | Astana Qazaqstan Team   | + 2' 03"    |

| Samlede stilling | Samlede stilling           | Samlede stilling        | Samlede stilling | Samlede stilling |
| Rytter           | Rytter                     | Hold                    | Tid              |                  |
| ---------------- | -------------------------- | ----------------------- | ---------------- | ---------------- |
| 1.               | Simon Carr                 | EF Education-EasyPost   | 29t 17' 41"      |                  |
| 2.               | Jefferson Alexander Cepeda | EF Education-EasyPost   | + 49"            |                  |
| 3.               | Pablo Castrillo            | Equipo Kern Pharma      | + 58"            |                  |
| 4.               | Joan Bou                   | Euskaltel-Euskadi       | + 1' 07"         |                  |
| 5.               | Vadim Pronskij             | Astana Qazaqstan Team   | + 1' 15"         |                  |
| 6.               | Paul Double                | Human Powered Health    | + 1' 29"         |                  |
| 7.               | Adne van Engelen           | Roojai Online Insurance | + 1' 34"         |                  |
| 8.               | Jon Agirre                 | Equipo Kern Pharma      | + 1' 39"         |                  |
| 9.               | Jokin Murguialday          | Caja Rural-Seguros RGA  | + 1' 40"         |                  |
| 10.              | Harold Martín López        | Astana Qazaqstan Team   | + 2' 03"         |                  |

| Bjergkonkurrence | Bjergkonkurrence           | Bjergkonkurrence                   | Bjergkonkurrence | Bjergkonkurrence |
| Rytter           | Rytter                     | Hold                               | Point            |                  |
| ---------------- | -------------------------- | ---------------------------------- | ---------------- | ---------------- |
| 1.               | Simon Pellaud              | Tudor Pro Cycling Team             | 32 point         |                  |
| 2.               | Simon Carr                 | EF Education-EasyPost              | 20 point         |                  |
| 3.               | Pablo Castrillo            | Equipo Kern Pharma                 | 13 point         |                  |
| 4.               | Luca Covili                | Green Project-Bardiani CSF-Faizanè | 13 point         |                  |
| 5.               | Jefferson Alexander Cepeda | EF Education-EasyPost              | 12 point         |                  |
| 6.               | Matteo Scalco              | Green Project-Bardiani CSF-Faizanè | 11 point         |                  |
| 7.               | Joan Bou                   | Euskaltel-Euskadi                  | 8 point          |                  |
| 8.               | Paul Double                | Human Powered Health               | 8 point          |                  |
| 9.               | Manuele Tarozzi            | Green Project-Bardiani CSF-Faizanè | 8 point          |                  |
| 10.              | Adne van Engelen           | Roojai Online Insurance            | 7 point          |                  |

| Bjergkonkurrence | Bjergkonkurrence           | Bjergkonkurrence                   | Bjergkonkurrence | Bjergkonkurrence |
| Rytter           | Rytter                     | Hold                               | Point            |                  |
| ---------------- | -------------------------- | ---------------------------------- | ---------------- | ---------------- |
| 1.               | Simon Pellaud              | Tudor Pro Cycling Team             | 32 point         |                  |
| 2.               | Simon Carr                 | EF Education-EasyPost              | 20 point         |                  |
| 3.               | Pablo Castrillo            | Equipo Kern Pharma                 | 13 point         |                  |
| 4.               | Luca Covili                | Green Project-Bardiani CSF-Faizanè | 13 point         |                  |
| 5.               | Jefferson Alexander Cepeda | EF Education-EasyPost              | 12 point         |                  |
| 6.               | Matteo Scalco              | Green Project-Bardiani CSF-Faizanè | 11 point         |                  |
| 7.               | Joan Bou                   | Euskaltel-Euskadi                  | 8 point          |                  |
| 8.               | Paul Double                | Human Powered Health               | 8 point          |                  |
| 9.               | Manuele Tarozzi            | Green Project-Bardiani CSF-Faizanè | 8 point          |                  |
| 10.              | Adne van Engelen           | Roojai Online Insurance            | 7 point          |                  |

| Pointkonkurrence | Pointkonkurrence      | Pointkonkurrence                        | Pointkonkurrence | Pointkonkurrence |
| Rytter           | Rytter                | Hold                                    | Point            |                  |
| ---------------- | --------------------- | --------------------------------------- | ---------------- | ---------------- |
| 1.               | Arvid de Kleijn       | Tudor Pro Cycling Team                  | 72 point         |                  |
| 2.               | Gleb Syritsa          | Astana Qazaqstan Team                   | 58 point         |                  |
| 3.               | Sasha Weemaes         | Human Powered Health                    | 55 point         |                  |
| 4.               | Enrico Zanoncello     | Green Project-Bardiani CSF-Faizanè      | 45 point         |                  |
| 5.               | Daniel Babor          | Caja Rural-Seguros RGA                  | 40 point         |                  |
| 6.               | George Jackson        | Bolton Equities Black Spoke Pro Cycling | 34 point         |                  |
| 7.               | Lorenzo Conforti      | Green Project-Bardiani CSF-Faizanè      | 19 point         |                  |
| 8.               | Jambaljamts Sainbayar | Terengganu Polygon Cycling Team         | 15 point         |                  |
| 9.               | Attilio Viviani       | Team Corratec-Selle Italia              | 15 point         |                  |
| 10.              | Nur Aiman Rosli       |                                         | 14 point         |                  |

| Pointkonkurrence | Pointkonkurrence      | Pointkonkurrence                        | Pointkonkurrence | Pointkonkurrence |
| Rytter           | Rytter                | Hold                                    | Point            |                  |
| ---------------- | --------------------- | --------------------------------------- | ---------------- | ---------------- |
| 1.               | Arvid de Kleijn       | Tudor Pro Cycling Team                  | 72 point         |                  |
| 2.               | Gleb Syritsa          | Astana Qazaqstan Team                   | 58 point         |                  |
| 3.               | Sasha Weemaes         | Human Powered Health                    | 55 point         |                  |
| 4.               | Enrico Zanoncello     | Green Project-Bardiani CSF-Faizanè      | 45 point         |                  |
| 5.               | Daniel Babor          | Caja Rural-Seguros RGA                  | 40 point         |                  |
| 6.               | George Jackson        | Bolton Equities Black Spoke Pro Cycling | 34 point         |                  |
| 7.               | Lorenzo Conforti      | Green Project-Bardiani CSF-Faizanè      | 19 point         |                  |
| 8.               | Jambaljamts Sainbayar | Terengganu Polygon Cycling Team         | 15 point         |                  |
| 9.               | Attilio Viviani       | Team Corratec-Selle Italia              | 15 point         |                  |
| 10.              | Nur Aiman Rosli       |                                         | 14 point         |                  |

| Holdkonkurrence | Holdkonkurrence                    | Holdkonkurrence | Holdkonkurrence |
| Hold            | Hold                               | Tid             |                 |
| --------------- | ---------------------------------- | --------------- | --------------- |
| 1.              | EF Education-EasyPost              | 87t 57' 01"     |                 |
| 2.              | Euskaltel-Euskadi                  | + 2' 18"        |                 |
| 3.              | Equipo Kern Pharma                 | + 3' 43"        |                 |
| 4.              | Roojai Online Insurance            | + 11' 32"       |                 |
| 5.              | Caja Rural-Seguros RGA             | + 11' 46"       |                 |
| 6.              | Li Ning Star                       | + 19' 54"       |                 |
| 7.              | Green Project-Bardiani CSF-Faizanè | + 21' 04"       |                 |
| 8.              | Human Powered Health               | + 24' 29"       |                 |
| 9.              | Team Corratec-Selle Italia         | + 25' 10"       |                 |
| 10.             | Thailand Continental Cycling Team  | + 25' 16"       |                 |

| Holdkonkurrence | Holdkonkurrence                    | Holdkonkurrence | Holdkonkurrence |
| Hold            | Hold                               | Tid             |                 |
| --------------- | ---------------------------------- | --------------- | --------------- |
| 1.              | EF Education-EasyPost              | 87t 57' 01"     |                 |
| 2.              | Euskaltel-Euskadi                  | + 2' 18"        |                 |
| 3.              | Equipo Kern Pharma                 | + 3' 43"        |                 |
| 4.              | Roojai Online Insurance            | + 11' 32"       |                 |
| 5.              | Caja Rural-Seguros RGA             | + 11' 46"       |                 |
| 6.              | Li Ning Star                       | + 19' 54"       |                 |
| 7.              | Green Project-Bardiani CSF-Faizanè | + 21' 04"       |                 |
| 8.              | Human Powered Health               | + 24' 29"       |                 |
| 9.              | Team Corratec-Selle Italia         | + 25' 10"       |                 |
| 10.             | Thailand Continental Cycling Team  | + 25' 16"       |                 |

## Hold og ryttere
| UCI WorldTeams (2)- Astana Qazaqstan Team - EF Education-EasyPost UCI ProTeams (8)- Bolton Equities Black Spoke Pro Cycling - Caja Rural-Seguros RGA - Equipo Kern Pharma - Euskaltel-Euskadi - Green Project-Bardiani CSF-Faizanè - Human Powered Health - Team Corratec-Selle Italia - Tudor Pro Cycling Team UCI Kontinentalhold (11)- 7 Eleven Cliqq-air21 by Roadbike Philippines - Giant Cycling Team - Hengxiang Cycling Team - JCL Team Ukyo - KSPO Professional - Li Ning Star - Nusantara Cycling Team - Roojai Online Insurance - St George Continental Cycling Team - Terengganu Polygon Cycling Team - Thailand Continental Cycling Team Landshold- Malaysia |
| |

### Danske ryttere
| Danske ryttere på startlisten |                          |                       |           |
| Rygnummer                     | Rytter                   | Hold                  | Placering |
| 5                             | Michael Valgren          | EF Education-EasyPost | 39        |
| 32                            | Sebastian Kolze Changizi | Tudor Pro Cycling     | 70        |

* DNF = gennemførte ikke

### Startliste
| EF Education-EasyPost EFE | EF Education-EasyPost EFE          | EF Education-EasyPost EFE |
| ------------------------- | ---------------------------------- | ------------------------- |
| Nr.                       | Rytter                             | Placering                 |
| 1                         | Simon Carr (GBR)                   | 1.                        |
| 2                         | Jefferson Alexander Cepeda (ECU)   | 2.                        |
| 3                         | Odd Christian Eiking (NOR)         | 23.                       |
| 4                         | Thomas Scully (NZL)                | 55.                       |
| 5                         | Michael Valgren (DEN)              | 39.                       |
| 6                         | Jardi Christiaan van der Lee (NED) | 13.                       |

| Astana Qazaqstan Team AST | Astana Qazaqstan Team AST | Astana Qazaqstan Team AST |
| ------------------------- | ------------------------- | ------------------------- |
| Nr.                       | Rytter                    | Placering                 |
| 11                        | Vadim Pronskij (KAZ)      | 5.                        |
| 12                        | Jurij Natarov (KAZ)       | 59.                       |
| 14                        | Gleb Syritsa              | 74.                       |
| 15                        | Leonardo Basso (ITA)      | 73.                       |
| 16                        | Savelii Laptev            | 79.                       |
| 17                        | Harold Martín López (ECU) | 10.                       |

| Green Project-Bardiani CSF-Faizanè BCF | Green Project-Bardiani CSF-Faizanè BCF | Green Project-Bardiani CSF-Faizanè BCF |
| -------------------------------------- | -------------------------------------- | -------------------------------------- |
| Nr.                                    | Rytter                                 | Placering                              |
| 21                                     | Luca Covili (ITA)                      | 12.                                    |
| 22                                     | Lorenzo Conforti (ITA)                 | 46.                                    |
| 23                                     | Davide Gabburo (ITA)                   | 48.                                    |
| 24                                     | Matteo Scalco (ITA)                    | 36.                                    |
| 25                                     | Manuele Tarozzi (ITA)                  | 35.                                    |
| 26                                     | Enrico Zanoncello (ITA)                | 44.                                    |

| Tudor Pro Cycling Team TUD | Tudor Pro Cycling Team TUD     | Tudor Pro Cycling Team TUD |
| -------------------------- | ------------------------------ | -------------------------- |
| Nr.                        | Rytter                         | Placering                  |
| 31                         | Arvid de Kleijn (NED)          | 77.                        |
| 32                         | Sebastian Kolze Changizi (DEN) | 70.                        |
| 33                         | Robin Froidevaux (SUI)         | 72.                        |
| 34                         | Simon Pellaud (SUI)            | 29.                        |
| 35                         | Hannes Wilksch (GER)           | 15.                        |
| 36                         | Maikel Zijlaard (NED)          | 82.                        |

| Bolton Equities Black Spoke Pro Cycling BEB | Bolton Equities Black Spoke Pro Cycling BEB | Bolton Equities Black Spoke Pro Cycling BEB |
| ------------------------------------------- | ------------------------------------------- | ------------------------------------------- |
| Nr.                                         | Rytter                                      | Placering                                   |
| 41                                          | Bailey O'Donnell (NZL)                      | 93.                                         |
| 42                                          | Matthew Bostock (GBR)                       | 54.                                         |
| 43                                          | Josh Burnett (NZL)                          | 58.                                         |
| 44                                          | Logan Currie (NZL)                          | 18.                                         |
| 45                                          | George Jackson (NZL)                        | 52.                                         |
| 46                                          | Luke Mudgway (NZL)                          | 95.                                         |

| Human Powered Health HPM | Human Powered Health HPM      | Human Powered Health HPM |
| ------------------------ | ----------------------------- | ------------------------ |
| Nr.                      | Rytter                        | Placering                |
| 51                       | Adam de Vos (CAN)             | 108.                     |
| 52                       | Paul Double (GBR)             | 6.                       |
| 53                       | Benjamin Perry (CAN)          | 71.                      |
| 54                       | Embret Svestad-Bårdseng (NOR) | DNS-8                    |
| 55                       | Gijs Van Hoecke (BEL)         | 45.                      |
| 56                       | Sasha Weemaes (BEL)           | 86.                      |

| Equipo Kern Pharma EKP | Equipo Kern Pharma EKP      | Equipo Kern Pharma EKP |
| ---------------------- | --------------------------- | ---------------------- |
| Nr.                    | Rytter                      | Placering              |
| 61                     | Pablo Castrillo (ESP)       | 3.                     |
| 62                     | Eugenio Sánchez López (ESP) | 38.                    |
| 63                     | Carlos García Pierna (ESP)  | 22.                    |
| 64                     | Iván Cobo (ESP)             | 62.                    |
| 65                     | José Félix Parra (ESP)      | DNS-7                  |
| 66                     | Jon Agirre (ESP)            | 8.                     |

| Euskaltel-Euskadi EUS | Euskaltel-Euskadi EUS | Euskaltel-Euskadi EUS |
| --------------------- | --------------------- | --------------------- |
| Nr.                   | Rytter                | Placering             |
| 71                    | Mikel Iturria (ESP)   | 14.                   |
| 72                    | Joan Bou (ESP)        | 4.                    |
| 73                    | Carlos Canal (ESP)    | DNF-7                 |
| 74                    | Xabier Isasa (ESP)    | 56.                   |
| 75                    | Mikel Bizkarra (ESP)  | 17.                   |
| 76                    | Txomin Juaristi (ESP) | 11.                   |

| Team Corratec-Selle Italia COR | Team Corratec-Selle Italia COR | Team Corratec-Selle Italia COR |
| ------------------------------ | ------------------------------ | ------------------------------ |
| Nr.                            | Rytter                         | Placering                      |
| 81                             | Davide Baldaccini (ITA)        | 20.                            |
| 82                             | Giulio Masotto (ITA)           | 68.                            |
| 83                             | Attilio Viviani (ITA)          | 66.                            |
| 84                             | Alexander Konysjev (ITA)       | 47.                            |
| 85                             | Lorenzo Quartucci (ITA)        | 21.                            |
| 86                             | Alessandro Iacchi (ITA)        | DQ-5                           |

| Caja Rural-Seguros RGA CJR | Caja Rural-Seguros RGA CJR | Caja Rural-Seguros RGA CJR |
| -------------------------- | -------------------------- | -------------------------- |
| Nr.                        | Rytter                     | Placering                  |
| 91                         | Daniel Babor (CZE)         | 84.                        |
| 92                         | Tomáš Bárta (CZE)          | 83.                        |
| 93                         | Gorka Sorarrain (ESP)      | 50.                        |
| 94                         | Calum Johnston (GBR)       | 27.                        |
| 95                         | Jokin Murguialday (ESP)    | 9.                         |
| 96                         | Eduard Prades (ESP)        | 26.                        |

| Terengganu Polygon Cycling Team TSG | Terengganu Polygon Cycling Team TSG    | Terengganu Polygon Cycling Team TSG |
| ----------------------------------- | -------------------------------------- | ----------------------------------- |
| Nr.                                 | Rytter                                 | Placering                           |
| 101                                 | Nur Amirul Fakhruddin Mazuki (MAS)     | 96.                                 |
| 102                                 | Mohd Hariff Saleh (MAS)                | 103.                                |
| 103                                 | Nur Aiman Mohd Zariff (MAS) (landevej) | 40.                                 |
| 104                                 | Youcef Reguigui (ALG)                  | 53.                                 |
| 105                                 | Jeroen Meijers (NED)                   | 41.                                 |
| 106                                 | Jambaljamts Sainbayar (MGL)            | 16.                                 |

| JCLTeam Ukyo JCL | JCLTeam Ukyo JCL                 | JCLTeam Ukyo JCL |
| ---------------- | -------------------------------- | ---------------- |
| Nr.              | Rytter                           | Placering        |
| 111              | Masaki Yamamoto (JPN) (landevej) | DNF-8            |
| 112              | Raymond Kreder (NED)             | 88.              |
| 114              | Riku Onaka (JPN)                 | 78.              |
| 115              | Yūma Koishi (JPN)                | DNS-7            |
| 116              | Hayato Uwano (JPN)               | 69.              |

| Roojai Online Insurance ROI | Roojai Online Insurance ROI  | Roojai Online Insurance ROI |
| --------------------------- | ---------------------------- | --------------------------- |
| Nr.                         | Rytter                       | Placering                   |
| 121                         | Tegshbayar Batsaikhan (MGL)  | DNS-7                       |
| 122                         | Ariya Phounsavath            | 24.                         |
| 123                         | Adne van Engelen (NED)       | 7.                          |
| 124                         | Thanachat Yatan (THA)        | 76.                         |
| 125                         | Valentin Midey (FRA)         | 28.                         |
| 126                         | Polychrónis Tzortzákis (GRE) | 89.                         |

| Thailand Continental Cycling Team TCC | Thailand Continental Cycling Team TCC | Thailand Continental Cycling Team TCC |
| ------------------------------------- | ------------------------------------- | ------------------------------------- |
| Nr.                                   | Rytter                                | Placering                             |
| 131                                   | Nawuti Liphongyu (THA)                | 34.                                   |
| 132                                   | Noppachai Klahan (THA)                | 64.                                   |
| 133                                   | Warut Paekrathok (THA)                | DNF-3                                 |
| 134                                   | Ratchanon Yaowarat (THA)              | 57.                                   |
| 135                                   | Sarawut Sirironnachai (THA)           | 67.                                   |
| 136                                   | Thanakhan Chaiyasombat (THA)          | 25.                                   |

| Hengxiang Cycling Team HEN | Hengxiang Cycling Team HEN | Hengxiang Cycling Team HEN |
| -------------------------- | -------------------------- | -------------------------- |
| Nr.                        | Rytter                     | Placering                  |
| 141                        | Māris Bogdanovičs (LAT)    | 87.                        |
| 142                        | Hou Dongyi (CHN)           | 98.                        |
| 143                        | Gao Yongbing (CHN)         | 43.                        |
| 145                        | Cristian Raileanu (ROU)    | 33.                        |
| 146                        | Andris Vosekalns (LAT)     | 109.                       |

| St George Continental Cycling Team STG | St George Continental Cycling Team STG | St George Continental Cycling Team STG |
| -------------------------------------- | -------------------------------------- | -------------------------------------- |
| Nr.                                    | Rytter                                 | Placering                              |
| 151                                    | Matthew Rice (AUS)                     | DNF-3                                  |
| 152                                    | William Cooper (AUS)                   | 106.                                   |
| 153                                    | Connor Sens (AUS)                      | 80.                                    |
| 154                                    | Dylan Sunderland (AUS)                 | 91.                                    |
| 155                                    | Riley Fleming (AUS)                    | 101.                                   |
| 156                                    | Jackson Medway (AUS)                   | 37.                                    |

| Li Ning Star LNS | Li Ning Star LNS     | Li Ning Star LNS |
| ---------------- | -------------------- | ---------------- |
| Nr.              | Rytter               | Placering        |
| 161              | Bai Lijun (CHN)      | DNF-3            |
| 162              | Roniel Campos (VEN)  | 32.              |
| 163              | Shao Junqi (CHN)     | 31.              |
| 164              | Li Luhao (CHN)       | 97.              |
| 165              | Alexei Shnyrko       | 104.             |
| 166              | Periklis Ilias (GRE) | 19.              |

| 7 Eleven Cliqq-air21 by Roadbike Philippines 7RP | 7 Eleven Cliqq-air21 by Roadbike Philippines 7RP | 7 Eleven Cliqq-air21 by Roadbike Philippines 7RP |
| ------------------------------------------------ | ------------------------------------------------ | ------------------------------------------------ |
| Nr.                                              | Rytter                                           | Placering                                        |
| 171                                              | Ryan Tugawin (PHI)                               | 105.                                             |
| 172                                              | Ismael Grospe (PHI)                              | 63.                                              |
| 173                                              | Nichol Pareja (PHI)                              | 81.                                              |
| 174                                              | Junreck Carcueva (PHI)                           | DQ-5                                             |
| 175                                              | Rench Michael Bondoc (PHI)                       | 85.                                              |
| 176                                              | Joshua Pascual (PHI)                             | DNS-6                                            |

| KSPO Professional KSP | KSPO Professional KSP | KSPO Professional KSP |
| --------------------- | --------------------- | --------------------- |
| Nr.                   | Rytter                | Placering             |
| 181                   | Choi Dong-hyeok (KOR) | 92.                   |
| 182                   | Kim Eunbyeol (KOR)    | DQ-5                  |
| 183                   | Kim Jin-woong (KOR)   | 51.                   |
| 184                   | Shin Byeonghoon (KOR) | 107.                  |
| 185                   | Lee Seojun (KOR)      | HD-6                  |
| 186                   | Im Saegyeol (KOR)     | DNF-3                 |

| Nusantara Cycling Team NCT | Nusantara Cycling Team NCT | Nusantara Cycling Team NCT |
| -------------------------- | -------------------------- | -------------------------- |
| Nr.                        | Rytter                     | Placering                  |
| 191                        | Abdul Gani (INA)           | 99.                        |
| 192                        | Imam Arifin (INA)          | 75.                        |
| 193                        | Nur Prasetyo Firdaus (INA) | 65.                        |
| 194                        | Muhammad Ridwan (INA)      | DQ-5                       |
| 195                        | Afiq Huznie Othman (MAS)   | 90.                        |
| 196                        | Óscar Pachón (COL)         | 60.                        |

| Giant Cycling Team MSS | Giant Cycling Team MSS | Giant Cycling Team MSS |
| ---------------------- | ---------------------- | ---------------------- |
| Nr.                    | Rytter                 | Placering              |
| 201                    | Deng Penghai (CHN)     | 94.                    |
| 203                    | Lin Chuanyang (CHN)    | DNS-3                  |
| 204                    | Wang Zichen (CHN)      | DNS-3                  |
| 205                    | Huang Junlei (CHN)     | DNS-3                  |

| Malaysia MAS | Malaysia MAS              | Malaysia MAS |
| ------------ | ------------------------- | ------------ |
| Nr.          | Rytter                    | Placering    |
| 211          | Mohamad Izzat Abdul Halil | 100.         |
| 212          | Muhsin Al Redha Misbah    | 49.          |
| 213          | Nur Aiman Rosli           | 30.          |
| 214          | Zulhelmi Zainal           | 102.         |
| 215          | Muhammad Shaiful Adlan    | 49.          |
| 216          | Muhamad Zawawi Azman      | 61.          |

| EF Education-EasyPost EFE | EF Education-EasyPost EFE          | EF Education-EasyPost EFE |
| ------------------------- | ---------------------------------- | ------------------------- |
| Nr.                       | Rytter                             | Placering                 |
| 1                         | Simon Carr (GBR)                   | 1.                        |
| 2                         | Jefferson Alexander Cepeda (ECU)   | 2.                        |
| 3                         | Odd Christian Eiking (NOR)         | 23.                       |
| 4                         | Thomas Scully (NZL)                | 55.                       |
| 5                         | Michael Valgren (DEN)              | 39.                       |
| 6                         | Jardi Christiaan van der Lee (NED) | 13.                       |

| Astana Qazaqstan Team AST | Astana Qazaqstan Team AST | Astana Qazaqstan Team AST |
| ------------------------- | ------------------------- | ------------------------- |
| Nr.                       | Rytter                    | Placering                 |
| 11                        | Vadim Pronskij (KAZ)      | 5.                        |
| 12                        | Jurij Natarov (KAZ)       | 59.                       |
| 14                        | Gleb Syritsa              | 74.                       |
| 15                        | Leonardo Basso (ITA)      | 73.                       |
| 16                        | Savelii Laptev            | 79.                       |
| 17                        | Harold Martín López (ECU) | 10.                       |

| Green Project-Bardiani CSF-Faizanè BCF | Green Project-Bardiani CSF-Faizanè BCF | Green Project-Bardiani CSF-Faizanè BCF |
| -------------------------------------- | -------------------------------------- | -------------------------------------- |
| Nr.                                    | Rytter                                 | Placering                              |
| 21                                     | Luca Covili (ITA)                      | 12.                                    |
| 22                                     | Lorenzo Conforti (ITA)                 | 46.                                    |
| 23                                     | Davide Gabburo (ITA)                   | 48.                                    |
| 24                                     | Matteo Scalco (ITA)                    | 36.                                    |
| 25                                     | Manuele Tarozzi (ITA)                  | 35.                                    |
| 26                                     | Enrico Zanoncello (ITA)                | 44.                                    |

| Tudor Pro Cycling Team TUD | Tudor Pro Cycling Team TUD     | Tudor Pro Cycling Team TUD |
| -------------------------- | ------------------------------ | -------------------------- |
| Nr.                        | Rytter                         | Placering                  |
| 31                         | Arvid de Kleijn (NED)          | 77.                        |
| 32                         | Sebastian Kolze Changizi (DEN) | 70.                        |
| 33                         | Robin Froidevaux (SUI)         | 72.                        |
| 34                         | Simon Pellaud (SUI)            | 29.                        |
| 35                         | Hannes Wilksch (GER)           | 15.                        |
| 36                         | Maikel Zijlaard (NED)          | 82.                        |

| Bolton Equities Black Spoke Pro Cycling BEB | Bolton Equities Black Spoke Pro Cycling BEB | Bolton Equities Black Spoke Pro Cycling BEB |
| ------------------------------------------- | ------------------------------------------- | ------------------------------------------- |
| Nr.                                         | Rytter                                      | Placering                                   |
| 41                                          | Bailey O'Donnell (NZL)                      | 93.                                         |
| 42                                          | Matthew Bostock (GBR)                       | 54.                                         |
| 43                                          | Josh Burnett (NZL)                          | 58.                                         |
| 44                                          | Logan Currie (NZL)                          | 18.                                         |
| 45                                          | George Jackson (NZL)                        | 52.                                         |
| 46                                          | Luke Mudgway (NZL)                          | 95.                                         |

| Human Powered Health HPM | Human Powered Health HPM      | Human Powered Health HPM |
| ------------------------ | ----------------------------- | ------------------------ |
| Nr.                      | Rytter                        | Placering                |
| 51                       | Adam de Vos (CAN)             | 108.                     |
| 52                       | Paul Double (GBR)             | 6.                       |
| 53                       | Benjamin Perry (CAN)          | 71.                      |
| 54                       | Embret Svestad-Bårdseng (NOR) | DNS-8                    |
| 55                       | Gijs Van Hoecke (BEL)         | 45.                      |
| 56                       | Sasha Weemaes (BEL)           | 86.                      |

| Equipo Kern Pharma EKP | Equipo Kern Pharma EKP      | Equipo Kern Pharma EKP |
| ---------------------- | --------------------------- | ---------------------- |
| Nr.                    | Rytter                      | Placering              |
| 61                     | Pablo Castrillo (ESP)       | 3.                     |
| 62                     | Eugenio Sánchez López (ESP) | 38.                    |
| 63                     | Carlos García Pierna (ESP)  | 22.                    |
| 64                     | Iván Cobo (ESP)             | 62.                    |
| 65                     | José Félix Parra (ESP)      | DNS-7                  |
| 66                     | Jon Agirre (ESP)            | 8.                     |

| Euskaltel-Euskadi EUS | Euskaltel-Euskadi EUS | Euskaltel-Euskadi EUS |
| --------------------- | --------------------- | --------------------- |
| Nr.                   | Rytter                | Placering             |
| 71                    | Mikel Iturria (ESP)   | 14.                   |
| 72                    | Joan Bou (ESP)        | 4.                    |
| 73                    | Carlos Canal (ESP)    | DNF-7                 |
| 74                    | Xabier Isasa (ESP)    | 56.                   |
| 75                    | Mikel Bizkarra (ESP)  | 17.                   |
| 76                    | Txomin Juaristi (ESP) | 11.                   |

| Team Corratec-Selle Italia COR | Team Corratec-Selle Italia COR | Team Corratec-Selle Italia COR |
| ------------------------------ | ------------------------------ | ------------------------------ |
| Nr.                            | Rytter                         | Placering                      |
| 81                             | Davide Baldaccini (ITA)        | 20.                            |
| 82                             | Giulio Masotto (ITA)           | 68.                            |
| 83                             | Attilio Viviani (ITA)          | 66.                            |
| 84                             | Alexander Konysjev (ITA)       | 47.                            |
| 85                             | Lorenzo Quartucci (ITA)        | 21.                            |
| 86                             | Alessandro Iacchi (ITA)        | DQ-5                           |

| Caja Rural-Seguros RGA CJR | Caja Rural-Seguros RGA CJR | Caja Rural-Seguros RGA CJR |
| -------------------------- | -------------------------- | -------------------------- |
| Nr.                        | Rytter                     | Placering                  |
| 91                         | Daniel Babor (CZE)         | 84.                        |
| 92                         | Tomáš Bárta (CZE)          | 83.                        |
| 93                         | Gorka Sorarrain (ESP)      | 50.                        |
| 94                         | Calum Johnston (GBR)       | 27.                        |
| 95                         | Jokin Murguialday (ESP)    | 9.                         |
| 96                         | Eduard Prades (ESP)        | 26.                        |

| Terengganu Polygon Cycling Team TSG | Terengganu Polygon Cycling Team TSG    | Terengganu Polygon Cycling Team TSG |
| ----------------------------------- | -------------------------------------- | ----------------------------------- |
| Nr.                                 | Rytter                                 | Placering                           |
| 101                                 | Nur Amirul Fakhruddin Mazuki (MAS)     | 96.                                 |
| 102                                 | Mohd Hariff Saleh (MAS)                | 103.                                |
| 103                                 | Nur Aiman Mohd Zariff (MAS) (landevej) | 40.                                 |
| 104                                 | Youcef Reguigui (ALG)                  | 53.                                 |
| 105                                 | Jeroen Meijers (NED)                   | 41.                                 |
| 106                                 | Jambaljamts Sainbayar (MGL)            | 16.                                 |

| JCLTeam Ukyo JCL | JCLTeam Ukyo JCL                 | JCLTeam Ukyo JCL |
| ---------------- | -------------------------------- | ---------------- |
| Nr.              | Rytter                           | Placering        |
| 111              | Masaki Yamamoto (JPN) (landevej) | DNF-8            |
| 112              | Raymond Kreder (NED)             | 88.              |
| 114              | Riku Onaka (JPN)                 | 78.              |
| 115              | Yūma Koishi (JPN)                | DNS-7            |
| 116              | Hayato Uwano (JPN)               | 69.              |

| Roojai Online Insurance ROI | Roojai Online Insurance ROI  | Roojai Online Insurance ROI |
| --------------------------- | ---------------------------- | --------------------------- |
| Nr.                         | Rytter                       | Placering                   |
| 121                         | Tegshbayar Batsaikhan (MGL)  | DNS-7                       |
| 122                         | Ariya Phounsavath            | 24.                         |
| 123                         | Adne van Engelen (NED)       | 7.                          |
| 124                         | Thanachat Yatan (THA)        | 76.                         |
| 125                         | Valentin Midey (FRA)         | 28.                         |
| 126                         | Polychrónis Tzortzákis (GRE) | 89.                         |

| Thailand Continental Cycling Team TCC | Thailand Continental Cycling Team TCC | Thailand Continental Cycling Team TCC |
| ------------------------------------- | ------------------------------------- | ------------------------------------- |
| Nr.                                   | Rytter                                | Placering                             |
| 131                                   | Nawuti Liphongyu (THA)                | 34.                                   |
| 132                                   | Noppachai Klahan (THA)                | 64.                                   |
| 133                                   | Warut Paekrathok (THA)                | DNF-3                                 |
| 134                                   | Ratchanon Yaowarat (THA)              | 57.                                   |
| 135                                   | Sarawut Sirironnachai (THA)           | 67.                                   |
| 136                                   | Thanakhan Chaiyasombat (THA)          | 25.                                   |

| Hengxiang Cycling Team HEN | Hengxiang Cycling Team HEN | Hengxiang Cycling Team HEN |
| -------------------------- | -------------------------- | -------------------------- |
| Nr.                        | Rytter                     | Placering                  |
| 141                        | Māris Bogdanovičs (LAT)    | 87.                        |
| 142                        | Hou Dongyi (CHN)           | 98.                        |
| 143                        | Gao Yongbing (CHN)         | 43.                        |
| 145                        | Cristian Raileanu (ROU)    | 33.                        |
| 146                        | Andris Vosekalns (LAT)     | 109.                       |

| St George Continental Cycling Team STG | St George Continental Cycling Team STG | St George Continental Cycling Team STG |
| -------------------------------------- | -------------------------------------- | -------------------------------------- |
| Nr.                                    | Rytter                                 | Placering                              |
| 151                                    | Matthew Rice (AUS)                     | DNF-3                                  |
| 152                                    | William Cooper (AUS)                   | 106.                                   |
| 153                                    | Connor Sens (AUS)                      | 80.                                    |
| 154                                    | Dylan Sunderland (AUS)                 | 91.                                    |
| 155                                    | Riley Fleming (AUS)                    | 101.                                   |
| 156                                    | Jackson Medway (AUS)                   | 37.                                    |

| Li Ning Star LNS | Li Ning Star LNS     | Li Ning Star LNS |
| ---------------- | -------------------- | ---------------- |
| Nr.              | Rytter               | Placering        |
| 161              | Bai Lijun (CHN)      | DNF-3            |
| 162              | Roniel Campos (VEN)  | 32.              |
| 163              | Shao Junqi (CHN)     | 31.              |
| 164              | Li Luhao (CHN)       | 97.              |
| 165              | Alexei Shnyrko       | 104.             |
| 166              | Periklis Ilias (GRE) | 19.              |

| 7 Eleven Cliqq-air21 by Roadbike Philippines 7RP | 7 Eleven Cliqq-air21 by Roadbike Philippines 7RP | 7 Eleven Cliqq-air21 by Roadbike Philippines 7RP |
| ------------------------------------------------ | ------------------------------------------------ | ------------------------------------------------ |
| Nr.                                              | Rytter                                           | Placering                                        |
| 171                                              | Ryan Tugawin (PHI)                               | 105.                                             |
| 172                                              | Ismael Grospe (PHI)                              | 63.                                              |
| 173                                              | Nichol Pareja (PHI)                              | 81.                                              |
| 174                                              | Junreck Carcueva (PHI)                           | DQ-5                                             |
| 175                                              | Rench Michael Bondoc (PHI)                       | 85.                                              |
| 176                                              | Joshua Pascual (PHI)                             | DNS-6                                            |

| KSPO Professional KSP | KSPO Professional KSP | KSPO Professional KSP |
| --------------------- | --------------------- | --------------------- |
| Nr.                   | Rytter                | Placering             |
| 181                   | Choi Dong-hyeok (KOR) | 92.                   |
| 182                   | Kim Eunbyeol (KOR)    | DQ-5                  |
| 183                   | Kim Jin-woong (KOR)   | 51.                   |
| 184                   | Shin Byeonghoon (KOR) | 107.                  |
| 185                   | Lee Seojun (KOR)      | HD-6                  |
| 186                   | Im Saegyeol (KOR)     | DNF-3                 |

| Nusantara Cycling Team NCT | Nusantara Cycling Team NCT | Nusantara Cycling Team NCT |
| -------------------------- | -------------------------- | -------------------------- |
| Nr.                        | Rytter                     | Placering                  |
| 191                        | Abdul Gani (INA)           | 99.                        |
| 192                        | Imam Arifin (INA)          | 75.                        |
| 193                        | Nur Prasetyo Firdaus (INA) | 65.                        |
| 194                        | Muhammad Ridwan (INA)      | DQ-5                       |
| 195                        | Afiq Huznie Othman (MAS)   | 90.                        |
| 196                        | Óscar Pachón (COL)         | 60.                        |

| Giant Cycling Team MSS | Giant Cycling Team MSS | Giant Cycling Team MSS |
| ---------------------- | ---------------------- | ---------------------- |
| Nr.                    | Rytter                 | Placering              |
| 201                    | Deng Penghai (CHN)     | 94.                    |
| 203                    | Lin Chuanyang (CHN)    | DNS-3                  |
| 204                    | Wang Zichen (CHN)      | DNS-3                  |
| 205                    | Huang Junlei (CHN)     | DNS-3                  |

| Malaysia MAS | Malaysia MAS              | Malaysia MAS |
| ------------ | ------------------------- | ------------ |
| Nr.          | Rytter                    | Placering    |
| 211          | Mohamad Izzat Abdul Halil | 100.         |
| 212          | Muhsin Al Redha Misbah    | 49.          |
| 213          | Nur Aiman Rosli           | 30.          |
| 214          | Zulhelmi Zainal           | 102.         |
| 215          | Muhammad Shaiful Adlan    | 49.          |
| 216          | Muhamad Zawawi Azman      | 61.          |